# Eucereon punctatum
Eucereon punctatum là một loài bướm đêm thuộc phân họ Arctiinae, họ Erebidae.